# Prinsesse Lovisa Augusta (1783)
Lo HDMS Prinsesse Lovisa Augusta è stato un vascello da 64 cannoni in servizio tra il 1788 e il 1829 nella Reale Marina dei Regni di Danimarca e Norvegia

## Storia
Il vascello da 60 cannoni Prinsesse Lovisa Augusta, progettato dall'ingegnere navale Henrik Gerner, quarta unità della Classe Indfødsretten, venne varato il 9 agosto 1783 ed entrò in servizio attivo nella Kongelige danske marine nel 1788 al comando del kaptajn J.B. Winterfeldt.  Fino al 1790, quando fu sottoposto al lavori di carenaggio a Copenaghen, prestò servizio nella squadra di linea, e una volta rientrato in squadra sino al 1801 operò nella acque danesi agli ordini del kaptajn J. Arenfeldt. Nel 1801 era di stanza a Christiansand, e il 4 novembre dello stesso anno fu colpita da un uragano mentre navigava nelle acque del Kattegat e perse la maggior parte dell'attrezzatura superiore, riportando ulteriori danni. La nave sopravvisse, ma dovette ritornare a Holmen per le opportune riparazioni.
Nel 1802 venne inviata a Stavanger, in Norvegia, al comando del kommandørkaptajn P. Riegelsen, trasportando truppe di rinforzo al fine di sedare alcuni moti sediziosi. Tra il 1803 e il 1807 prestò servizio come nave scuola cadetti agli ordini dl  kommandørkaptajn H. C. Sneedorff (1803-1807). L'unità non partecipò agli scontri contro la Royal Navy del 1807, e tra il 15 novembre e il 31 dicembre svolse operazioni di pattugliamento nelle acque tra la Norvegia e la Danimarca insieme al vascello Prinds Christian Frederik. Nel 1808 passò al comando del kaptajn Johan Cornelius Krieger e fu utilizzato come nave comando e caserma per la flottiglia cannoniere a Frederiksværk. Nel 1814 fu sottoposto a lavori di riparazione, venendo definitivamente radiato nel 1829.

### Fonti
1. ↑  Tree Decks.
2. 1 2 3 4 5 6 7 8 9  Naval History.